# 马尔塔尼
马尔塔尼（法語：Martagny，法語發音：[maʁtaɲi]）是法国厄尔省的一个市镇，位于该省东北部，属于莱桑德利区。

## 地理
马尔塔尼（49°23'42"N, 1°39'34"E）面积4.38 平方千米，位于法国诺曼底大区厄尔省，该省份为法国北部内陆省份，北起滨海塞纳省，西接奧恩省和卡爾瓦多斯省，南至厄尔-卢瓦省，东临瓦兹省、瓦兹河谷省和伊夫林省。
与马尔塔尼接壤的市镇（或旧市镇、城区）包括：贝聚拉福雷、梅尼勒苏维埃纳、蒙罗蒂。

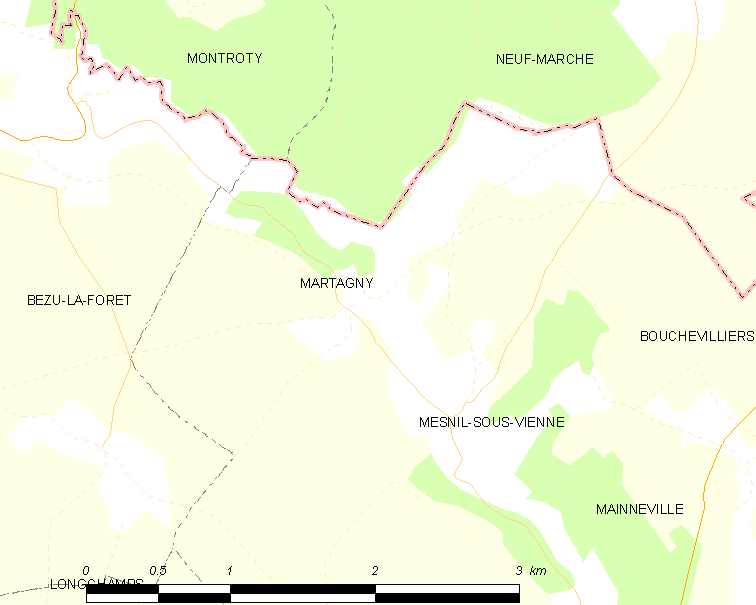
马尔塔尼的OSM定位图

马尔塔尼的时区为UTC+01:00、UTC+02:00（夏令时）。

## 行政
马尔塔尼的邮政编码为27150，INSEE市镇编码为27392。

## 政治
马尔塔尼所属的省级选区为昂代勒河畔罗米伊县。

## 人口

1962-2008年间马尔塔尼人口变化图示

马尔塔尼于2022年1月1日时的人口数量为136人。